# زبان اشاره کوبایی
زبان اشاره کوبایی زبان اشاره‌ای است که توسط ناشنوایان و کم شنوایان در کوبا استفاده می‌شود.